# Gin Müller
Gin Müller (* 24. November 1971 in Wien) ist ein österreichischer Theaterwissenschaftler, Performance-Künstler und Dramaturg. Der Künstler ist auch unter seine früheren Namen Regine Müller bzw. Gini Müller bekannt. Über seine Geschlechtsidentitäten spricht Gin Müller öffentlich im Film FtWTF (female to what the fuck).

## Leben
Müller studierte Theaterwissenschaft, Philosophie und Musikwissenschaft an der Universität Wien.
Von 1998 bis 2000 arbeitete er als Dramaturg am Schauspielhaus Wien. Dort war er unter anderem an der Inszenierung von Mark Ravenhills Shoppen und Ficken beteiligt, bei der die Darsteller mitten im auf Sofas und Liegematten gebetteten Publikum agierten. Als Dramaturg des Schauspielhauses trug er dazu bei, dass das Volxtheater Favoriten dort die wöchentliche Performance-Reihe Theme Attack realisieren konnte. Im Jahr 2000 wurde er aus politischen Gründen von Schauspielhaus-Intendant Hans Gratzer gekündigt und mit Hausverbot belegt.
Ab 2001 engagierte er sich als Mitbegründer der Volxtheaterkarawane, die er bis 2005 maßgeblich mitprägte. Seit 2002 arbeitet Müller zudem kontinuierlich mit dem Theaterkombinat Wien zusammen. Im Jahr 2003 erhielt er einen einjährigen Lehrauftrag für „Performative Praktik“ an der Akademie der bildenden Künste in Wien. Im gleichen Jahr gründete er gemeinsam mit Sabine Marte, Katrina Daschner und Christina Nemec die feministische Performance-Band SV Damenkraft. Gemeinsam mit SV Damenkraft, Gustav und Sissy Boyz gestaltete er 2008 die Burlesque-Performance Orlanding the Dominant im Kellertheater von Brut Wien im Wiener Konzerthaus.
Im Oktober 2009 inszenierte Müller die auf Texten von Pier Paolo Pasolini und Hermes Phettberg basierende Performance Transkatholische Vögel im Künstlerhaus-Theater. Ebendort führte er 2010 die Performance Who shot the Princess auf, die sich an dem Genre Telenovela abarbeitet und auf abgewandelten Texten von Elfriede Jelinek basiert.
Von 2017 bis 2019 hatte Müller eine Gastprofessur an der Akademie der Bildenden Künste Wien inne.
Müller ist Lehrbeauftragter am Institut für Theater-, Film- und Medienwissenschaft der Universität Wien.
Aktuell ist das Kollektiv Sodom Vienna rund um Gin Müller sehr aktiv. Zusammen mit verschiedensten Künstlern (Larissa Kopp, Julischka Stengele, Thomas Hörl, Florian Aschka, Denice Bourbon, Peter Kozek, Sabine Marte, Verena Brückner, Denise Palmieri etc.) wurden 2020 und 2021 viele Performances, Bootcorso und Demos im öffentlichen Raum oder im Sigmund Freud Museum veranstaltet, gipfelnd mit einer als Circus Sodomelli benannten aufwändigen zweitägigen Zirkusveranstaltung mit queeren und genderfluiden Artisten am Nordwestbahnhofgelände. Den Abschluss findet die Sodom Vienna Revue im Bruttheater.

## Schriften
- Possen des Performativen. Theater, Aktivismus und queere Politiken. Verlag Turia + Kant, Wien 2008, ISBN 978-3-85132-496-9.

## Filme
- FtWTF (female to what the fuck), Interviewszenen im Dokumentarfilm von Katharina Lampert und Cordula Thym, Wien 2015[7]